# Débarcadère et marché aux poissons de Youpwè
Le Débarcadère et marché aux poissons de Youpwè , inauguré le 27 décembre 2024, est un port de pêche. Il se trouve à l'ouest de la ville de Douala sur le Littoral du Cameroun.

## Contexte
Youpwé, quartier de Douala au bord du Wouri sert, depuis des décennies de lieux de débarquement pour les pirogues des pêcheurs de poissons allés au large dans l'estuaire du fleuve à la pêche. Il est inauguré le 27 décembre 2024 par le ministre Joseph Dion Ngute.
C'est un lieu de ravitaillement en poisson frais pour les consommations dans la grande agglomération de Douala et au-delà.

## Localisations
Le port et le marché aux poissons associés se situent sur le bord du fleuve, sur un bras du Wouri.

## Activités
| Vidéo externe |                                                   |
|               | Le débarcadère de Kribi au Cameroun\|21 avr. 2013 |

La plus grande partie de la pêche fraîche débarque et se vend à des acheteurs professionnels, mareyeurs ou transformateurs depuis les cinq débarcadères urbains. La production et les volumes de poissons échangés est aléatoire. La demande de poissons connait des variations.

### Pêche
95% de pêcheurs sont Camerounais; des Sawa, Batanga et 5% sont des Nigérians établis dans l'estuaire du Wouri et du Moungo. Il est principalement une activité d'hommes.

### Mareyage
Ce sont les revendeurs de poissons; ce secteur connait la domination des femmes. Elles sont 75%. Elles investissent dans la pêche, sont propriétaires ou armatrices de quelques pirogues et les Sawa et les Bamiléké sont les plus grands mareyeurs.

### Braise de poissons
Ce sont souvent les femmes des pêcheurs.
Les débarcadères sont regroupés souvent par ethnies.

## Saison de pêche
La "saison de pêche", période de l'année où le volume des poissons pêchés et le plus abondant, s'étend de la fin de la saison des pluies vers fin novembre à début décembre jusqu'au mois de février. Les prix du poisson baissent. Les pécheurs dénoncent la compétition avec des engins de pêches plus puissants appartenant à des expatriés. Une situation qui les oblige à aller pêcher en haute mer; lieux de plus de dangers.